# Domenico Duranti Valentini
Domenico Duranti Valentini (Roccantica, 21 settembre 1821 – 9 agosto 1890) è stato un avvocato e politico italiano.

## Biografia
Laureato in giurisprudenza negli anni '40 dell'Ottocento, si stabilisce a Roma, dove apre uno studio legale. Nel 1850 è ammesso tra gli avvocati della curia. Dopo la presa di Roma entra in politica e viene eletto consigliere alla provincia di Roma, della quale assume la presidenza.